# Гуран (персонаж)
Гуран — персонаж комиксов о супергерое Фантоме, его лучший друг детства.

## Описание
Гуран учил Фантома пути племени Бандар, когда они росли вместе в глубоких лесах Бенгаллы. Гуран был шафером Фантома, когда он женился на подруге детства, Диане Палмер. Он также принёс Киту сообщение о смерти его отца — двадцатого Фантома, в результате чего Кит решил покинуть Америку, вернуться в Пещеру Черепа в Бенгалле и стать новым Фантомом.
Гуран известен по характерной одежде. Он, как правило, носит специальные шляпы, сделанные из травы или дерева.
Гуран — знахарь племени Бандар и несколько раз спасал жизнь Фантома, пользуясь знанием древней, а также современной западной медицины. Также он — сын бывшего вождя племени Бандар, который оставил свой титул и передал его Гурану. Внешний вид его предков, которые сопровождали различных Фантомов в их приключениях, был схожим и все имели похожие имена.

## Другие появления
- В мультсериале «Фантом 2040», внук Гурана, также названный Гураном, был близким другом 23-го Фантома и выступал в качестве наставника для 24-го Фантома.
- Персонаж по имени Гуран появился в некоторых эпизодах сериала «Защитники Земли», где в качестве главных героев выступали Флэш Гордон, Фантом, и Мандрейк Волшебник.
- В фильме «Фантом» (1996), Гуран гораздо моложе Фантома. Он носит тюрбан и более традиционную африканскую одежду, а не обычную странную шляпу и костюм.
- В сериале «Фантом» 1943 года персонаж по имени Моко явно вдохновлен образом Гурана и выступает в качестве помощника Фантома на протяжении всего фильма.